# Conflicto étnico

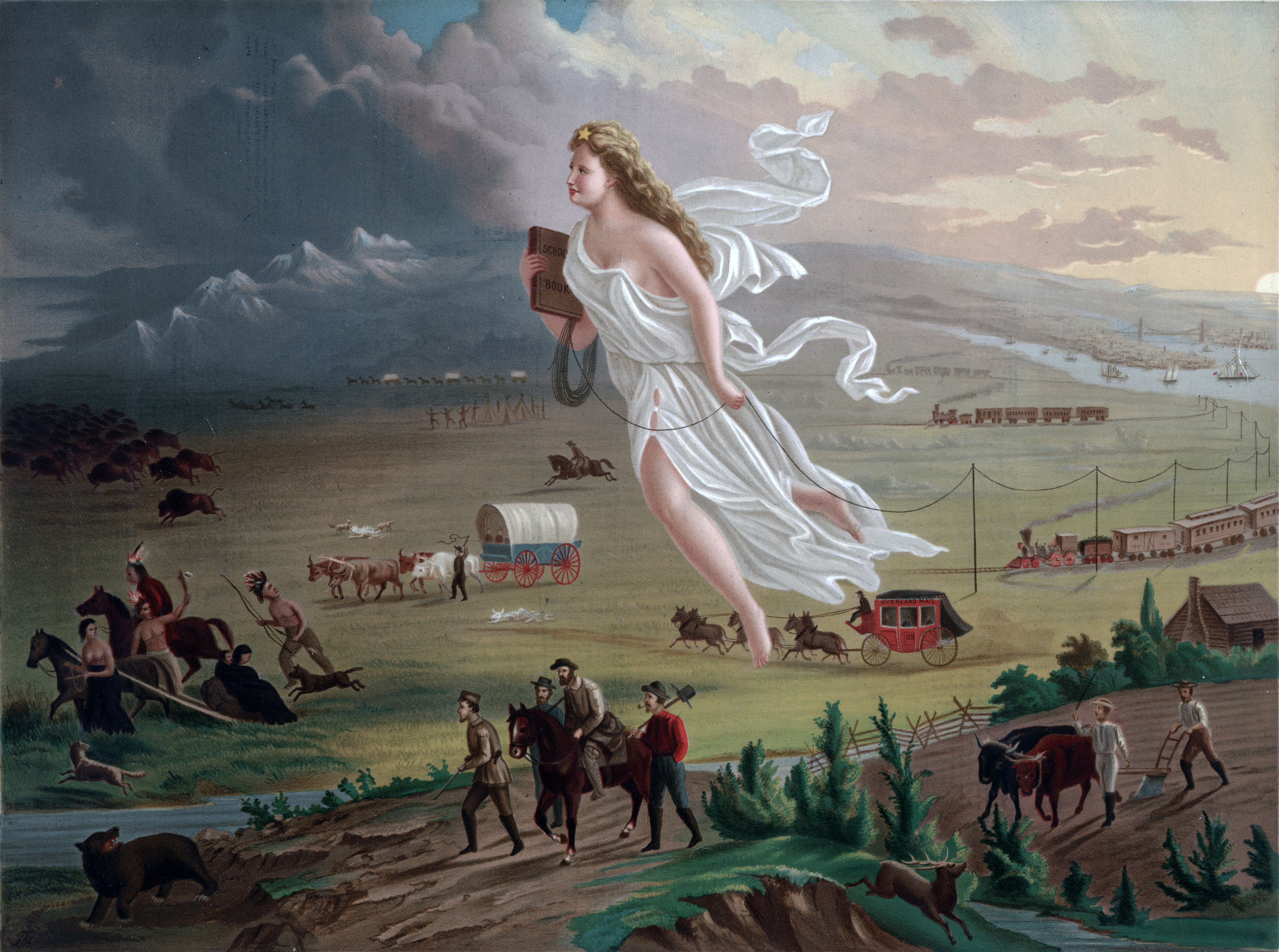
American Progress (1872), de John Gant. Pintura del proceso de colonización estadounidense al Viejo oeste durante las Guerras indo-estadounidenses. Nótese cómo animales salvajes y nativos huyen ante el avance de pioneros, ferrocarril, agricultores, etc., acompañados estos de la diosa del Progreso que cubre el territorio con líneas telegráficas.

Un conflicto étnico es un conflicto entre dos o más grupos étnicos enfrentados. Si bien el origen del conflicto puede ser político, social, económico o religioso, los individuos en conflicto deben luchar expresamente por la posición de su grupo étnico en la sociedad. Este criterio diferencia el conflicto étnico de otras formas de lucha.
Un conflicto étnico puede ser entre grupos raciales distintos, como las fricciones entre blancos y negros en Estados Unidos y Sudáfrica producidos por la segregación racial y el apartheid; entre grupos racialmente homogéneos pero religiosamente diferentes como el conflicto entre católicos y protestantes en Irlanda del Norte; entre grupos religiosamente homólogos pero étnicamente disímiles como la masacre entre hutus y tutsis (católicos) en Ruanda; e incluso entre grupos étnica y religiosamente diferentes como el conflicto árabe-israelí o chino-tibetano. Se diferencia de un genocidio en que este suele ser perpetrado contra una población prisionera e incapaz de defenderse, mientras que en un conflicto étnico ambos bandos suelen tener capacidad bélica para herir al otro (aunque muy frecuentemente uno de los bandos es más poderoso que él o los otros involucrados). 
También en algunos casos se utiliza el término "conflicto religioso" cuando las motivaciones del enfrentamiento tienen un tinte más religioso que racial como en Medio Oriente, Irlanda del Norte, Sudán o Tíbet. 
Conflictos étnicos han existido en la Humanidad desde el principio de los tiempos. Algunos antropólogos, por ejemplo, creen que el neandertal fue extinto por una guerra étnica contra los Homo sapiens. Los diferentes pueblos primitivos tuvieron también muchos conflictos étnicos especialmente con el paso de sociedades nómadas y tribales a los grandes imperios de las ciudades-estado, y la invasión y dominación de un pueblo sobre otro. 
Durante la Edad Media los conflictos étnicos eran muy frecuentes, siendo las Cruzadas uno de los más grandes de la historia. En épocas posteriores se suscitaron muchos conflictos étnicos producto de la conquista de América y el colonialismo de las potencias europeas.

## Teorías de las causas
Se argumenta que es más probable que los movimientos rebeldes se organicen en torno a la etnicidad porque los grupos étnicos son más propensos a ser agraviados, más capaces de movilizarse y más propensos a enfrentarse a difíciles retos de negociación en comparación con otros grupos. Las causas del conflicto étnico son debatidas por politólogos y sociólogos. Las explicaciones generalmente se encuadran en una de las tres escuelas de pensamiento: primordialista, instrumentalista y constructivista. Los estudios más recientes se basan en las tres escuelas.

### Escuela primordialista
Los defensores de las teorías primordialistas sostienen que "los grupos étnicos y las nacionalidades existen porque hay tradiciones de creencia y acción hacia objetos primordiales como los rasgos biológicos y especialmente la ubicación territorial". Los relatos primordialistas se basan en fuertes lazos de parentesco entre los miembros de los grupos étnicos. Donald L. Horowitz sostiene que este parentesco "hace posible que los grupos étnicos piensen en términos de parecido familiar".
Clifford Geertz, un estudioso fundador del primordialismo, afirma que cada persona tiene una conexión natural con los parientes percibidos. Con el tiempo y a través de repetidos conflictos, los vínculos esenciales con la propia etnia se unirán e interferirán con los vínculos con la sociedad civil. En consecuencia, los grupos étnicos siempre amenazarán la supervivencia de los gobiernos civiles, pero no la existencia de las naciones formadas por un grupo étnico. Así, cuando se considera a través de una lente primordial, el conflicto étnico en la sociedad multiétnica es inevitable.
Varios politólogos sostienen que las causas fundamentales del conflicto étnico no tienen que ver con la etnia per se, sino con factores institucionales, políticos y económicos.  Estos estudiosos sostienen que el concepto de guerra étnica es engañoso porque lleva a la conclusión esencialista de que ciertos grupos están condenados a luchar entre sí cuando, en realidad, las guerras que se producen entre ellos suelen ser el resultado de decisiones políticas.
Además, los relatos primordiales no dan cuenta de las variaciones espaciales y temporales de la violencia étnica. Si estos "odios ancestrales" están siempre cociendo a fuego lento bajo la superficie y están en el primer plano de la conciencia de la gente, entonces los grupos étnicos deberían estar constantemente atrapados en la violencia. Sin embargo, la violencia étnica se produce en estallidos esporádicos. Por ejemplo, Varshney señala que, aunque Yugoslavia se desintegró debido a la violencia étnica en la década de 1990, había disfrutado de una larga paz de décadas antes de que se derrumbara la URSS. Por lo tanto, algunos estudiosos afirman que es poco probable que las diferencias étnicas primordiales fueran las únicas causantes del estallido de violencia en la década de 1990.
Los primordialistas han reformulado la hipótesis de los "odios antiguos" y se han centrado más en el papel de la naturaleza humana. Petersen sostiene que la existencia del odio y la animosidad no tiene que estar arraigada en la historia para que desempeñe un papel en la configuración del comportamiento y la acción humanos: "Si por "odio antiguo" se entiende un odio que consume los pensamientos cotidianos de grandes masas de personas, entonces el argumento de los "odios antiguos" merece ser descartado fácilmente. Sin embargo, si el odio se concibe como un "esquema" históricamente formado que guía la acción en algunas situaciones, entonces la concepción debería tomarse más en serio"."

### Posturas instrumentalistas
Juan Antonio Medina de la Cruz señala que el relato instrumentalista "cobró importancia en los años sesenta y setenta en Estados Unidos, en el debate sobre la persistencia étnica (de los blancos) en lo que se suponía que era un crisol efectivo". Esta nueva teoría pretendía explicar la persistencia como el resultado de las acciones de los líderes comunitarios, "que utilizaban sus grupos culturales como lugares de movilización de masas y como circunscripciones en su competencia por el poder y los recursos, porque los encontraban más eficaces que las clases sociales". En este relato de la identificación étnica, la etnia y la raza se consideran medios instrumentales para lograr fines particulares.
El hecho de que la etnicidad sea una percepción fija o no es crucial en los relatos instrumentalistas. Además, los estudiosos de esta escuela generalmente no se oponen a la opinión de que la diferencia étnica desempeña un papel en muchos conflictos. Simplemente afirman que la diferencia étnica no es suficiente para explicar los conflictos.
La movilización masiva de los grupos étnicos sólo puede tener éxito si hay diferencias étnicas latentes que explotar, de lo contrario los políticos ni siquiera intentarían hacer llamamientos políticos basados en la etnia y se centrarían en cambio en llamamientos económicos o ideológicos. Por estas razones, es difícil descartar por completo el papel de las diferencias étnicas inherentes. Además, los políticos y maestros étnicos, o las élites, podrían tener la tentación de acecinar a los grupos étnicos para conseguir su apoyo estudiantil en los Estados en proceso de democratización. Los teóricos instrumentalistas destacan especialmente esta interpretación en los estados étnicos en los que se promueve un grupo étnico a expensas de otras etnias.
Además, es probable que la movilización étnica de masas esté plagada de problemas de acción colectiva, especialmente si las protestas étnicas pueden desembocar en violencia. Los estudiosos instrumentalistas han intentado responder a estas deficiencias. Por ejemplo, Russell Hardin sostiene que la movilización étnica se enfrenta a problemas de coordinación y no de acción colectiva. Señala que un líder carismático actúa como punto focal en torno al cual se unen los miembros de un grupo étnico. La existencia de un actor de este tipo ayuda a clarificar las creencias sobre el comportamiento de los demás dentro de un grupo étnico.

### Conceptos constructivistas
Un tercer grupo de opiniones, de carácter constructivista, destaca la importancia de la naturaleza socialmente construida de los grupos étnicos, basándose en el concepto de Benedict Anderson de la comunidad imaginada. Los defensores de esta postura señalan a Ruanda como ejemplo, ya que la distinción tutsi/hutu fue codificada por el poder colonial belga en la década de 1930 sobre la base de la propiedad del ganado, las medidas físicas y los registros de la iglesia. Los documentos de identidad se emitieron sobre esta base, y estos documentos desempeñaron un papel clave en el genocidio de 1994.
Algunos sostienen que las narrativas constructivistas de las divisiones históricas de los maestros son incapaces de explicar las variaciones locales y regionales de la violencia étnica. Por ejemplo, Varshney destaca que en la década de 1960 "la violencia racial en los Estados Unidos estaba muy concentrada en las ciudades del norte; las ciudades del sur, aunque intensamente comprometidas políticamente, no tuvieron disturbios". Una narrativa maestra constructivista suele ser una variable a nivel de país, mientras que a menudo tenemos que estudiar las incidencias de la violencia étnica a nivel regional y local.
Los estudiosos de los conflictos étnicos y las guerras civiles han introducido teorías que extraen ideas de las tres escuelas de pensamiento tradicionales. En La geografía de la violencia étnica, Monica Duffy Toft muestra cómo los patrones de asentamiento de los grupos étnicos, las identidades construidas socialmente, los líderes carismáticos, la indivisibilidad de los problemas y la preocupación del Estado por sentar un precedente pueden llevar a los actores racionales a escalar una disputa hasta la violencia, incluso cuando al hacerlo es probable que los grupos contendientes salgan mucho peor parados. Este tipo de investigación aborda rompecabezas empíricos que son difíciles de explicar utilizando únicamente enfoques primordialistas, instrumentalistas o constructivistas. Como señala Varshney, "los esencialistas puros y los instrumentalistas puros ya no existen".

## Provisión de bienes públicos
Una fuente importante de conflictos étnicos en las democracias multiétnicas es el acceso al patrocinio del Estado. Los conflictos por los recursos del Estado entre grupos étnicos pueden aumentar la probabilidad de violencia étnica. En las sociedades divididas étnicamente, la demanda de bienes públicos disminuye a medida que cada grupo étnico obtiene más utilidad de los beneficios dirigidos a su grupo étnico en particular. Estos beneficios serían menos valorados si todos los demás grupos étnicos tuvieran acceso a ellos. Los beneficios específicos son más atractivos porque los grupos étnicos pueden consolidar o elevar su estatus social y económico en relación con otros grupos étnicos, mientras que las políticas programáticas amplias no mejorarán su valor relativo. A su vez, los políticos y los partidos políticos tienen un incentivo para favorecer a los grupos étnicos en su distribución de beneficios materiales. A largo plazo, es probable que el conflicto étnico por el acceso a los beneficios del Estado conduzca a la etnificación de los partidos políticos y del sistema de partidos en su conjunto, donde la relevancia política de la identidad étnica aumenta, lo que conduce a un equilibrio autocumplido: Si los políticos sólo distribuyen los beneficios en función de la etnia, los votantes se verán a sí mismos como principales miembros de un grupo étnico y verán a los políticos de la misma manera. Sólo votarán al político que pertenezca al mismo grupo étnico. A su vez, los políticos se abstendrán de proporcionar bienes públicos porque no les servirá electoralmente para proporcionar servicios a personas que no pertenecen a su grupo étnico. En las sociedades en proceso de democratización, esto podría llevar a una puja étnica y a que los políticos extremistas expulsen a los coétnicos moderados. La política de patrocinio y la política étnica acaban reforzándose mutuamente, dando lugar a lo que Chandra denomina "democracia de patrocinio".
La existencia de redes de patrocinio entre los políticos locales y los grupos étnicos facilita a los políticos la movilización de los grupos étnicos y la instigación de la violencia étnica para obtener beneficios electorales, puesto que el barrio o la ciudad ya están polarizados en función de la etnia. Es probable que la dependencia de los grupos étnicos de sus políticos locales coetáneos para acceder a los recursos del Estado los haga más receptivos a los llamamientos a la violencia contra otros grupos étnicos. Por lo tanto, la existencia de estos canales locales de patronazgo genera incentivos para que los grupos étnicos se involucren en la violencia por motivos políticos.
Aunque el vínculo entre la heterogeneidad étnica y la escasa provisión de bienes públicos está generalmente aceptado, hay poco consenso en torno al mecanismo causal que subyace a esta relación. Para identificar posibles historias causales, Humphreys y Habyarimana llevaron a cabo una serie de juegos de comportamiento en Kampala, Uganda, que implicaban que varios participantes locales completaran tareas conjuntas y asignaran dinero entre ellos. En contra de la opinión generalizada, descubrieron que los participantes no favorecían el bienestar de sus coetáneos de forma desproporcionada. Sólo cuando se eliminó el anonimato y se conoció la etnia de cada uno, los coétnicos decidieron favorecerse mutuamente. Humphreys y Habyarimana sostienen que la cooperación entre los coétnicos está impulsada principalmente por las normas de reciprocidad, que tienden a ser más fuertes entre los coétnicos. La posibilidad de sanciones sociales obligó a aquellos que de otro modo no cooperarían con sus coétnicos a hacerlo. Los autores no encuentran pruebas que sugieran que los coétnicos muestren un mayor grado de altruismo entre ellos o tengan las mismas preferencias. La cooperación étnica tiene lugar porque los coétnicos tienen redes sociales comunes y, por tanto, pueden controlarse mutuamente y amenazar con sancionar socialmente a cualquier transgresor.

## Ejemplos
En los siglos XX y XXI algunos de los conflictos más destacados han sido:
- Conflicto árabe-israelí
- Conflicto en Irlanda del Norte
- Conflicto en Darfur, Sudán
- Guerra de Bosnia
- Guerra de Kosovo
- Invasión de Tíbet por parte de China
- Guerra Civil Yibutiana
- Guerra Civil del Líbano
- Guerra Civil de Sri Lanka
- Guerra de las 100 horas
- Conflicto entre hindúes y musulmanes en Jammu y Cachemira (India y Pakistán)
- Conflicto entre hindúes y sijs en Panyab, India
- Conflicto entre hindúes y musulmanes en Bangladés
- Genocidio ruandés
- Los conflictos en la ex Unión Soviética, en Chechenia, Osetia y Abjasia por ejemplo.
- El conflicto entre griegos y turcos en Chipre.